# Alexandre Arnoux
Alexandre Arnoux (Digne, 27 febbraio 1884 – Parigi, 5 gennaio 1973) è stato un poeta, drammaturgo e saggista francese.

## Biografia
La sua opera molto varia è d'uno stile ammirevole, dotato di una sensibilità raffinata. Scrisse poesie (tre raccolte di versi, 1906-1909), racconti ispirati dalla guerra, romanzi fantastici fortemente segnati da scienza e musica, drammi, saggi.
Il matematico Évariste Galois gli ispirò Les Algorithmes (1921). La nuit de Saint-Barnabé gli permise di esprimersi nel contesto dell'Académie Goncourt (1947). Nel 1956 ottenne il Grand Prix national des lettres.
Fu autore del romanzo di fantascienza Le règne du bonheur.

## Opere

### Raccolte di poesie
- L'allée des mortes (1906)
- Au grand vent (1909)

### Romanzi
- Abisag ou l'Église transportée par la foi (1918)
- La mort de Pan, testo teatrale allestito da Antoine all'Odéon (1909)
- C'est le Cabaret, raccolta di novelle di guerra (1919)
- Indice 33 (1920)
- La nuit de Saint-Barnabé (1921)
- Ecoute s'il pleut (1923)
- Carnet de route du juif errant (1930)
- Merlin l'enchanteur (1931)
- Le rossignol napolitain (1937)
- Algorithme (1948)

### Teatro
- Huon de Bordeaux (1922)
- Les Taureaux (1947)
- L'amour des trois oranges, commedia (1947)
- Flamenca (1965)

### Saggi
- Rencontres avec Wagner (1927)
- Contacts allemands (1950)
- Paris sur Seine (1939)
- Rhône mon fleuve (1944)
- Paris ma grand'ville (1949)